# Pheosia rufescens
Pheosia rufescens är en fjärilsart som beskrevs av Barend J. Lempke 1959. Pheosia rufescens ingår i släktet Pheosia och familjen tandspinnare. Inga underarter finns listade i Catalogue of Life.